# Eija Salonen
Pour les articles homonymes, voir Salonen.
Eija Salonen, née le 10 décembre 1975 à Kärkölä, est une biathlète finlandaise active de 1993 à 2006. 

## Biographie
Elle monte sur son premier et seul podium en Coupe du monde en 1999 dans un relais avec Katja Holanti, Outi Kettunen et Annukka Mallat.
Son meilleur résultat individuel en carrière est la septième place obtenue lors de l'individuel aux Championnats du monde 2003, où elle est aussi sixième du relais.
Elle prolonge sa carrière sportive jusqu'en 2006.

## Palmarès

### Championnats du monde
| Épreuve / Édition              | individuel | Sprint | Poursuite                        | Départ en masse                  | Relais | Relais mixte                     | Course par équipes               |
| Mondiaux 1996 Ruhpolding       | 29e        | -      | Épreuve inexistante à cette date | Épreuve inexistante à cette date | 8e     | Épreuve inexistante à cette date | 8e                               |
| Mondiaux 1999 Kontiolahti Oslo | -          | -      | -                                | -                                | 6e     | Épreuve inexistante à cette date | Épreuve inexistante à cette date |
| Mondiaux 2001 Pokljuka         | 52e        | 55e    | LAP                              | -                                | 12e    | Épreuve inexistante à cette date | Épreuve inexistante à cette date |
| Mondiaux 2003 Khanty-Mansiysk  | 7e         | 28e    | 27e                              | 18e                              | 6e     | Épreuve inexistante à cette date | Épreuve inexistante à cette date |
| Mondiaux 2004 Oberhof          | 37e        | -      | -                                | -                                | 13e    | Épreuve inexistante à cette date | Épreuve inexistante à cette date |
| Mondiaux 2005 Hochfilzen       | 74e        | -      | -                                | Abandon                          | 18e    | Épreuve inexistante à cette date | -                                |

Légende :

 : épreuve inexistante à cette date

— : pas de participation à cette épreuve

### Coupe du monde
- Meilleur classement général : 42e en 2003.
- 1 podium en relais : 1 troisième place.
- Meilleur résultat individuel : 7e.